# Filharmonisch Orkest van de Oeral
Het Filharmonisch Orkest van de Oeral, volledige naam Staats-akademisch Filharmonisch Orkest van de Oeral (Russisch: Уральский государственный академический филармонический оркестр; Oeralski gosoedarstvenny akademitsjeski filarmonitsjeski orkestr) is de benaming voor het symfonieorkest uit de Russische stad Jekaterinenburg. Het orkest vormt onderdeel van de Staats-academische Filharmonie van Sverdlovsk en is sinds de val van de Sovjet-Unie uitgegroeid tot het toonaangevendste orkest van Rusland.

## Geschiedenis
Het orkest werd opgericht in 1934 als het Filharmonisch Orkest van het Radiocomité van Sverdlovsk door Mark Paverman, een Russische dirigent, die was afgestudeerd aan het conservatorium in Moskou. De eerste samenstelling bestond uit het ensemble van het radiocomité, aangevuld met muzikanten van het orkest van het Theater voor Opera en Ballet van Sverdlovsk. Op 9 april 1934 vond het eerste concert plaats in de zaal van de zakenclub (nu in de grote concertzaal van de Staats-academische Filharmonie van Sverdlovsk). In de jaren voor de Tweede Wereldoorlog traden vele bekende muzikanten -dirigenten, solisten en componisten- uit de Sovjet-Unie op in het orkest (onder andere uit het Bolsjojtheater in Moskou) en werden vele bekende muziekstukken gespeeld. In 1939 werd Aleksandr Fridlender van het conservatorium van Sint-Petersburg dirigent van het orkest en leidde het vervolgens vele jaren.
In 1990 werd het orkest hernoemd naar het Staats-filharmonisch Orkest van de Oeral. In 1995 verkreeg het orkest de titel 'academisch' en trad de huidige dirigent Dmitri Liss aan bij het orkest. Het orkest werd na de val van de Sovjet-Unie ook populair in het buitenland en maakt sindsdien regelmatig tournees naar andere landen, zoals Duitsland, Oostenrijk, Frankrijk, België, Japan, Zwitserland, Slovenië, Kroatië, Italië en Spanje. De laatste jaren wordt ook samengewerkt met buitenlandse bedrijven voor de opname en uitgave van cd's. In 2005 werd door het Filharmonisch Orkest van de Oeral in de Grande Salle - Arsenal in de Franse stad Metz een cd opgenomen van alle pianoconcerten van Rachmaninov met de beroemde pianist Boris Berezovski voor de Franse producent René Martin, waarvan 100.000 werden geperst.

## Samenstelling en repertoire
In het ensemble van het orkest bevinden zich meer dan 100 muzikanten, voornamelijk afgestudeerde studenten van het Staatsconservatorium van de Oeral in de stad. Jaarlijks worden meer dan 100 concerten gegeven, waarmee het de meeste concerten van alle Russische orkesten geeft. Het repertoire bestaat vooral uit Russische en West-Europese muziek, waarbij beroemde stukken uit de 20e eeuw domineren. De drie belangrijkste activiteiten van het orkest worden gevormd door:
- concerten en festivals gedurende het seizoen;
- populair klassieke programma's in tafel- en stoelopstelling;
- openluchtconcerten in de zomer.

## Muzikanten
Bekende muzikanten waarmee het orkest heeft samengewerkt zijn onder andere Boris Berezovski, Valeri Gergiev, Emil Gilels, Natalia Goetman, Gidon Kremer, Denis Matsoejev, Nikolaj Petrov, Mstislav Rostropovitsj en Vladimir Spivakov.